# يوم أوارة الثاني
يوم أوارة الثاني هي معركة وقعت في منطقة أواره عندما أعلنت قبيلة تميم العصيان على عمرو بن هند ملك الحيرة، فقاموا بالإغارة على إبله، فقام بقتالهم فهزمهم، وأسر منهم الكثير وأمر بقتلهم وحرقهم في جبل واره.